# 1. florbalová liga mužů 2004/2005
1. florbalová liga mužů 2004/2005 byla 12. ročníkem nejvyšší mužské florbalové soutěže v Česku.
Soutěž odehrálo 12 týmů systémem dvakrát každý s každým. Prvních osm týmů základní části hrálo play-off, ostatní čtyři týmy hrály o udržení v nejvyšší lize.
Vítězem ročníku se popáté v řadě a podeváté celkem stal tým Tatran Techtex Střešovice po porážce týmu FBC Pepino Ostrava ve finále. Bylo to potřetí v řadě a počtvrté celkem co se tyto týmy střetly ve finále. Nejlepšího výsledku ve své historii dosáhl tým Bulldogs Brno, který se poprvé probojoval do semifinále.
Nováčky v této sezoně byly týmy FBK Sokol Mladá Boleslav a SK IBK Frýdek-Místek. Oba týmy postoupily do nejvyšší soutěže poprvé, z prvního a druhého místa v 2. lize v předchozí sezóně.
Frýdek-Místek svoji extraligovou účast v soutěži sice neudržel, když nedokázal v celé sezóně vyhrát jediný zápas, ale nepřímo v nejvyšší soutěži pokračoval spojením s SK FBC Třinec a týmem Lázně Darkov, který postoupil z druhého místa v tomto ročníku 2. ligy. Dále sestoupil tým Akcent Sparta Praha. Byl v následující sezóně nahrazen týmem TJ Sokol Pardubice I, který do Extraligy postoupil poprvé po vítězství v 2. lize. Byla to poslední sezóna, ve které se play-down hrálo systémem každý s každým.

## Základní část
| Poř. | Tým                         | Záp. | Výh. | Výh.p | Rem. | Pro.p | Pro. | Branky    | Body |
| ---- | --------------------------- | ---- | ---- | ----- | ---- | ----- | ---- | --------- | ---- |
| 1.   | Tatran Techtex Střešovice   | 22   | 16   | 3     | 1    | 2     | 0    | 137 : 671 | 57   |
| 2.   | FBC Pepino Ostrava          | 22   | 15   | 3     | 1    | 2     | 1    | 160 : 881 | 54   |
| 3.   | 1. SC SSK Vítkovice         | 22   | 15   | 2     | 0    | 1     | 4    | 127 : 761 | 50   |
| 4.   | Bulldogs Brno               | 22   | 11   | 2     | 3    | 1     | 5    | 125 : 991 | 41   |
| 5.   | FBK Sokol Mladá Boleslav    | 22   | 10   | 2     | 0    | 1     | 9    | 135 : 141 | 35   |
| 6.   | Torpedo Pegres Havířov      | 22   | 10   | 1     | 1    | 0     | 10   | 124 : 101 | 33   |
| 7.   | FbŠ Russell Athletic Praha  | 22   | 9    | 1     | 0    | 1     | 11   | 189 : 103 | 30   |
| 8.   | Kappa team SSK Future by 3M | 22   | 8    | 0     | 0    | 3     | 11   | 199 : 101 | 27   |
| 9.   | TJ JM Chodov                | 22   | 7    | 1     | 2    | 2     | 10   | 187 : 103 | 27   |
| 10.  | FBC Liberec                 | 22   | 6    | 0     | 1    | 1     | 14   | 197 : 144 | 20   |
| 11.  | Akcent Sparta Praha         | 22   | 4    | 1     | 1    | 2     | 14   | 100 : 133 | 17   |
| 12.  | SK IBK Frýdek-Místek        | 22   | 0    | 0     | 0    | 0     | 22   | 180 : 204 | 0    |

## Vyřazovací boje

### Pavouk
|  | Čtvrtfinále (na zápasy)     | Čtvrtfinále (na zápasy) |                           |   | Semifinále (na zápasy) | Semifinále (na zápasy) |  |  | Finále (na zápasy) | Finále (na zápasy) |
|  |                             |                         |                           |   |                        |                        |  |  |                    |                    |
|  |                             |                         |                           |   |                        |                        |  |  |                    |                    |
|  | Tatran Techtex Střešovice   | 3                       |                           |   |                        |                        |  |  |                    |                    |
|  | Tatran Techtex Střešovice   | 3                       |                           |   |                        |                        |  |  |                    |                    |
|  | Kappa team SSK Future by 3M | 1                       |                           |   |                        |                        |  |  |                    |                    |
|  | Kappa team SSK Future by 3M | 1                       | Tatran Techtex Střešovice | 3 |                        |                        |  |  |                    |                    |
|  |                             |                         | Tatran Techtex Střešovice | 3 |                        |                        |  |  |                    |                    |
|  |                             | Bulldogs Brno           | 2                         |   |                        |                        |  |  |                    |                    |
|  | Bulldogs Brno               | Bulldogs Brno           | 2                         | 3 |                        |                        |  |  |                    |                    |
|  | Bulldogs Brno               |                         |                           | 3 |                        |                        |  |  |                    |                    |
|  | FBK Sokol Mladá Boleslav    | 1                       |                           |   |                        |                        |  |  |                    |                    |
|  | FBK Sokol Mladá Boleslav    | 1                       | Tatran Techtex Střešovice | 3 |                        |                        |  |  |                    |                    |
|  |                             |                         | Tatran Techtex Střešovice | 3 |                        |                        |  |  |                    |                    |
|  |                             | FBC Pepino Ostrava      | 1                         |   |                        |                        |  |  |                    |                    |
|  | FBC Pepino Ostrava          | FBC Pepino Ostrava      | 1                         | 3 |                        |                        |  |  |                    |                    |
|  | FBC Pepino Ostrava          |                         |                           | 3 |                        |                        |  |  |                    |                    |
|  | FbŠ Russell Athletic Praha  | 0                       |                           |   |                        |                        |  |  |                    |                    |
|  | FbŠ Russell Athletic Praha  | 0                       | FBC Pepino Ostrava        | 3 |                        |                        |  |  |                    |                    |
|  |                             |                         | FBC Pepino Ostrava        | 3 |                        |                        |  |  |                    |                    |
|  |                             | 1. SC SSK Vítkovice     | 0                         |   |                        |                        |  |  |                    |                    |
|  | 1. SC SSK Vítkovice         | 1. SC SSK Vítkovice     | 0                         | 3 |                        |                        |  |  |                    |                    |
|  | 1. SC SSK Vítkovice         |                         |                           | 3 |                        |                        |  |  |                    |                    |
|  | Torpedo Pegres Havířov      | 0                       |                           |   |                        |                        |  |  |                    |                    |
|  | Torpedo Pegres Havířov      | 0                       |                           |   |                        |                        |  |  |                    |                    |

### Čtvrtfinále
Na tři vítězné zápasy.
Tatran Techtex Střešovice – Kappa team SSK Future by 3M 3 : 1 na zápasy
- Tatran – Future 2 : 6 (1:2, 1:1, 0:3)
- Tatran – Future 4 : 3p (1:0, 0:1, 2:2, 1:0)
- Future – Tatran 4 : 5 (2:0, 1:3, 1:2)
- Future – Tatran 2 : 4 (0:2, 1:1, 1:1)

FBC Pepino Ostrava – FbŠ Russell Athletic Praha 3 : 0 na zápasy
- Ostrava – FbŠ Praha 6 : 3 (1:2, 2:0, 3:1)
- Ostrava – FbŠ Praha 8 : 2 (4:1, 1:0, 3:1)
- FbŠ Praha – Ostrava 2 : 5 (1:1, 1:2, 0:2)

1. SC SSK Vítkovice – Torpedo Pegres Havířov 3 : 0 na zápasy
- Vítkovice – Havířov 8 : 5 (3:3, 2:1, 3:1)
- Vítkovice – Havířov 8 : 3 (2:2, 4:1, 2:0)
- Havířov – Vítkovice 3 : 5 (1:0, 2:2, 0:3)

Bulldogs Brno – FBK Sokol Mladá Boleslav 3 : 1 na zápasy
- Bulldogs – Boleslav 8 : 51 (3:1, 2:2, 3:2)
- Bulldogs – Boleslav 6 : 10 (2:5, 3:1, 1:4)
- Boleslav – Bulldogs 2 : 31 (0:0, 2:1, 0:2)
- Boleslav – Bulldogs 2 : 31 (0:0, 1:1, 1:2)

### Semifinále
Na tři vítězné zápasy.
Tatran Techtex Střešovice – Bulldogs Brno 3 : 2 na zápasy
- Tatran – Bulldogs 5 : 3 (0:2, 4:1, 1:0)
- Tatran – Bulldogs 2 : 4 (0:0, 0:2, 2:2)
- Bulldogs – Tatran 5 : 7 (1:3, 2:2, 2:2)
- Bulldogs – Tatran 4 : 2 (2:1, 1:1, 1:0)
- Tatran – Bulldogs 6 : 2 (1:0, 2:1, 3:1)

FBC Pepino Ostrava – 1. SC SSK Vítkovice 3 : 0 na zápasy
- Ostrava – Vítkovice 4 : 3 (0:2, 3:0, 1:1)
- Ostrava – Vítkovice 3 : 2ts (0:0, 0:1, 2:1, 0:0)
- Vítkovice – Ostrava 2 : 3 (1:0, 0:1, 1:2)

### Finále
Na tři vítězné zápasy.
Tatran Techtex Střešovice – FBC Pepino Ostrava 3 : 1 na zápasy (4:7, 7:2, 5:4, 4:3p)
- Tatran – Ostrava 4 : 7 (0:4, 1:1, 3:2)
- Tatran – Ostrava 7 : 2 (3:1, 1:1, 3:0)
- Ostrava – Tatran 4 : 5 (3:2, 0:1, 1:2)
- Ostrava – Tatran 3 : 4p (2:1, 0:0, 1:2, 0:1)

### O 3. místo
Na jeden zápas.
1. SC SSK Vítkovice – Bulldogs Brno 7 : 3 (3:1, 3:1, 1:1)

### Konečná tabulka play-off
| Pořadí           | Tým                         |
| ---------------- | --------------------------- |
| Zlatá medaile    | Tatran Techtex Střešovice   |
| Stříbrná medaile | FBC Pepino Ostrava          |
| Bronzová medaile | 1. SC SSK Vítkovice         |
| 4.               | Bulldogs Brno               |
| 5.               | FBK Sokol Mladá Boleslav    |
| 6.               | Torpedo Pegres Havířov      |
| 7.               | FbŠ Russell Athletic Praha  |
| 8.               | Kappa team SSK Future by 3M |

## Boje o udržení (play-down)
Hrály poslední čtyři týmy.
| Poř. | Tým                  | Záp. | Výh. | Rem. | Pro. | Branky    | Body | Poznámka |
| ---- | -------------------- | ---- | ---- | ---- | ---- | --------- | ---- | -------- |
| 9.   | TJ JM Chodov         | 26   | 8    | 8/2  | 10   | 122 : 119 | 34   | udržení  |
| 10.  | FBC Liberec          | 26   | 8    | 4/0  | 14   | 125 : 168 | 28   | udržení  |
| 11.  | Akcent Sparta Praha  | 27   | 5    | 7/2  | 15   | 139 : 164 | 24   | sestup   |
| 12.  | SK IBK Frýdek-Místek | 25   | 0    | 0/0  | 25   | 192 : 247 | 0    | sestup   |

Sestoupil tým Akcent Sparta Praha a také měl sestoupit SK IBK Frýdek-Místek. Ale před následující sezonou se spojily týmy
SK FBC Třinec s Lázněmi Darkov (1. SC Ostrava) a právě s týmem SK IBK Frýdek-Místek. Díky
postupu Darkova z druhé ligy nově vzniklý tým Třince ligu udržel.